# Vulkanski sistem Picos
Vulkanski sistem Picos (portugalsko Sistema Vulcânico Fissural dos Picos) je sistem ščitov (nizkih stožcev), ki gradijo osrednji del otoka São Miguel (med vulkani Sete Cidades in Água de Pau). Ta vulkan je zelo mlad in večinoma star le 5000 let. Edini zabeležen izbruh je bil leta 1652, vendar se je v zadnjih 10.000 letih v skupini žlindrinih stožcev pojavilo sedem drugih izbruhov.

## Zgodovina
Ta vulkanski sistem je nastal nazadnje na otoku São Miguel v svoji eruptivni zgodovini, v kateri prevladujejo havajske, bazaltne in strombolske faze. 
V zadnjih 5000 letih je bilo približno 30 izbruhov, z najnovejšimi dogodki, ki so se zgodili v zabeleženi človeški zgodovini.
Prvi leta 1563, je uspel s freatsko-plinskim izbruhom na vulkanu Água de Pau. V času tega izbruha, znanega kot Pico do Sapateiro ali Queimado, so bazaltne lave segle vse do Ribeire Sece na severni obali . Drugi izbruh, ki se je začel 19. oktobra 1652, je povzročil nastanek treh trahitnih kupol in je vključeval eksplozivne faze vulkanskega izbruha, ki so se končali 26. oktobra 1652. Ta, novejši izbruh, je bil izrazito eruptivni / eksplozivni dogodek, sestavljen iz razvite magme, ki na splošno ne označuje Picovo regijo.

## Geografija
Vulkanski sistem Picos predstavlja osrednji zahodni del otoka São Miguel, razmejen na jugovzhodu s kaldero / masivom Sete Cidades, na vzhodu pa z masivom Água de Pau, ki je dolg približno 23 kilometrov in se razteza na severno in južno obalo. V pokrajini prevladuje približno 300 monogenskih stožcev, ki so sestavljeni iz tokov žlindre in lave. Podobno je območje prekrito z maari, stožci plovca in kupolami lave, zlasti v prehodnih območjih med sosednjimi osrednjimi vulkani.
Vulkanostratigrafija tokov magme / lave v regiji vključuje usedline med 2200 in 2800 let pred našim štetjem, medtem ko so radiometrične usedline iz glavnih območij prebivalstva (Ponta Delgada) iz 12.300 pr. n. št.